# Marina di Grosseto
Marina di Grosseto (già San Rocco) è una frazione del comune italiano di Grosseto, in Toscana.

## Geografia fisica
La frazione di Marina è una località turistica posta a 12 km dalla città. Centro balneare della Maremma Grossetana, è conosciuta per il suo retroterra ricco di macchia mediterranea e per le ampie spiagge affacciate sul mar Tirreno, con una vasta pineta, nota come Pineta del Tombolo, che si estende da Punta Ala ai Monti dell'Uccellina. L'abitato si sviluppa presso la foce del canale emissario di San Rocco, al confine con il Parco naturale della Maremma, poco distante da Bocca d'Ombrone, foce del fiume Ombrone.

## Storia

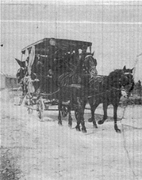
Tram a cavalli verso San Rocco, primi del Novecento

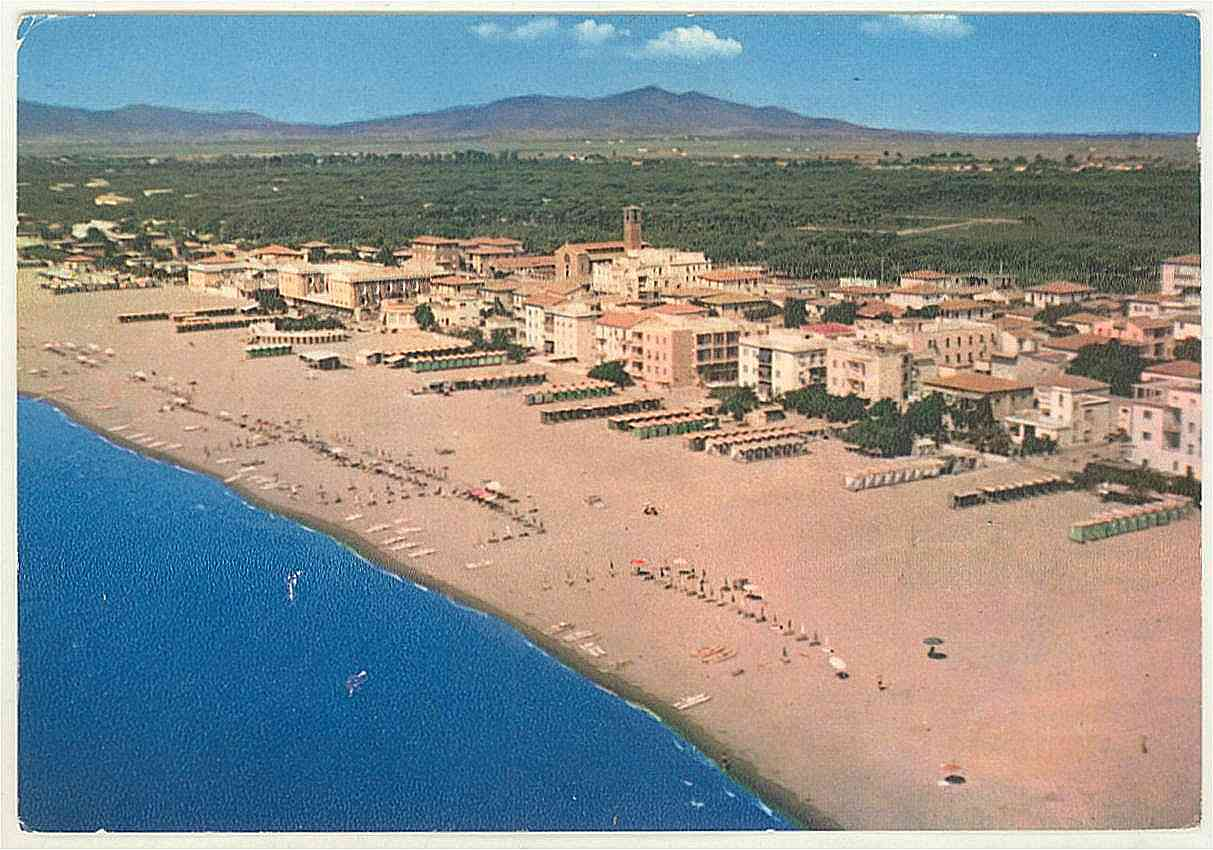
Veduta di Marina di Grosseto in una cartolina del 1965

Il centro abitato sorge intorno all'antico nucleo di San Rocco, villaggio di pescatori, e le prime notizie di un insediamento residenziale risalgono al 1793 quando fu terminata la Torre del Sale commissionata da Ferdinando III di Toscana. In quel periodo il borgo marinaro di San Rocco era uno dei quattro posti di guardia istituiti per presidiare la costa dopo l'epidemia di peste che aveva colpito la città francese di Marsiglia.
La "moda" dei bagni di mare sulla costa grossetana ha preso campo sul finire del XIX secolo quando i giovani erano soliti recarsi dalla città (per mezzo di carrozze a cavallo) nelle spiagge paludose e allora quasi disabitate per sfuggire all'afa cittadina. Con il tempo quegli stessi arenili sono diventate una località turistica di grande richiamo.
Per le sue acque pulite Marina di Grosseto ha ricevuto la Bandiera Blu della FEEE (Foundation for Environmental Education in Europe). Marina di Grosseto ha subito una forte urbanizzazione dall'inizio del XX secolo e ancor più dopo l'opera di bonifica che ha interessato tutto il comprensorio maremmano negli anni trenta.
Nel 2003 è stato inaugurato il porto turistico.

## Monumenti e luoghi d'interesse

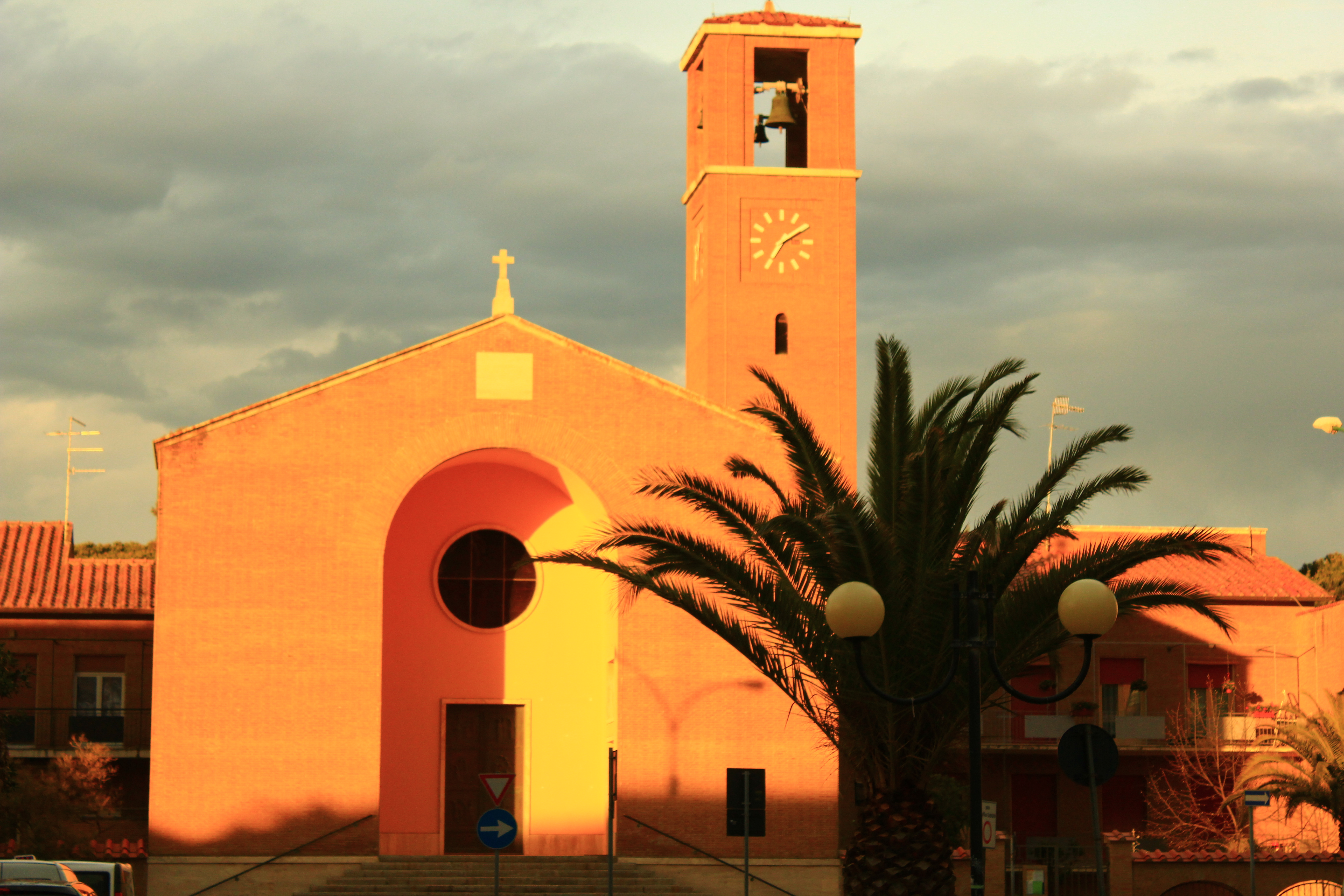
La chiesa di San Rocco

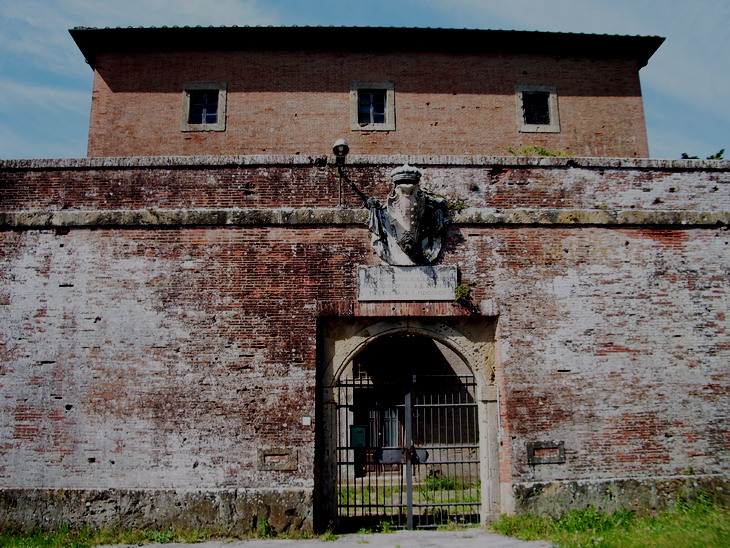
Forte di San Rocco

### Architetture religiose
- Chiesa di San Rocco, chiesa parrocchiale della frazione, è stata progettata dall'ingegnere Ernesto Ganelli e consacrata nel 1954. La chiesa ne sostituì una precedente edificata nel 1923 ed intitolata a Santa Maria della Vittoria. L'interno è decorato da mosaici realizzati nel 1958 dall'artista Luciano Favret e da affreschi di Arnaldo Mazzanti degli anni settanta. La parrocchia di Marina di Grosseto conta circa 1 400 abitanti e comprende anche la vicina frazione di Principina a Mare.[3]
- Cappella del Cristo, chiesetta situata nella località Il Cristo, è stata costruita agli inizi del XX secolo come luogo di culto e di preghiera per i fattori e gli operai che prestavano servizio all'interno della vicina tenuta di San Vincenzo d'Elba.
- Cappella della Canova, piccola cappella privata tra le località di Canova e Le Marze.
- Cappella di Santo Stefano, situata nei pressi della strada che collega Grosseto a Principina a Mare, si trova alla fattoria delle Strillaie, nei pressi della tenuta San Carlo.

### Architetture civili
- Colonie marine dell'infanzia:
  - Colonia marina Giambattista Bodoni (in abbandono)
  - Colonia marina Giuseppina Saragat (in abbandono)
  - Colonia marina San Rocco (oggi scuola media e sede nazionale del Club velico)
  - Colonia marina Villa Gaia (oggi struttura alberghiera)
- Complesso La Rosmarina, struttura residenziale situata nell'omonima zona di Marina, è stata realizzata tra il 1970 e il 1971 su progetto di Marco Maioli e Luigi Savio. Si tratta di una pregevole opera di architettura contemporanea.[4]
- La Rotonda, storico stabilimento balneare di Marina di Grosseto, è stato costruito nel 1933 su progetto di Umberto Tombari. La struttura è stata frammentata e inglobata nel tessuto urbano durante la realizzazione del lungomare e degli edifici residenziali che vi si affacciano tra la fine degli anni novanta e i primi anni duemila.[5] Sul lato spiaggia sorge lo stabilimento balneare che mantiene la storica forma a semicerchio delle cabine, mentre l'edificio principale, rimasto in disuso, è stato ristrutturato nel 2021 accogliendo un bar-ristorante che ne riprende le originarie linearità, il quale possiede sul tetto della struttura una terrazza panoramica affacciatasi sulla spiaggia.
- Villini di Marina: sin dai primi anni del XX secolo sono stati costruiti sul lungomare di Marina di Grosseto numerosi villini privati di grossetani facoltosi che nella stagione estiva si spostavano dalla città al mare. Durante il corso degli anni novanta, però, un poco lungimirante piano regolatore, il cosiddetto Piano Samonà del 1985 approvato nel 1996,[6] ha permesso la demolizione e la trasformazione degli storici edifici in condomini e strutture ricettive. Dei villini originari ne rimangono attualmente poche unità: tra quelli del centro sopravvive solo il Villino Tirreno.

### Architetture militari
- Forte di San Rocco, situato al centro della frazione, nei pressi del porto, si tratta di un complesso fortificato realizzato nel 1793 dal granduca Ferdinando III con funzioni di avvistamento. Attualmente è adibito ad uso residenziale.[7]
- Forte delle Marze, situato nel tratto costiero che da Marina di Grosseto arriva a Castiglione della Pescaia, si tratta di una struttura fortificata realizzata nel XVIII secolo sul luogo di una precedente torre di avvistamento, e svolse funzioni di avvistamento, difesa e raccolta del sale. Trasformato successivamente in una lussuosa villa, è ancora oggi di proprietà privata.

### Altro
- Cippo ai martiri di San Leopoldo, situato nella pineta del centro sportivo, si tratta di una grossa pietra in ricordo dei sei civili (Fortunato Falzini, Olga Marchetti Lari e il figlio Giancarlo, Roma Madioni, Luigi Botarelli e il figlio Livio) uccisi dai militari tedeschi il 12 giugno 1944 presso il casello idraulico di San Leopoldo. Un secondo cippo commemorativo è stato inaugurato il 12 giugno 2012 sul luogo dell'eccidio.[8]
- Monumento ai caduti del mare, situato di fronte al porto turistico, è stato inaugurato l'8 luglio 2013. Alla base dell'installazione è stata posta una targa con scritto: «In ricordo dell'equipaggio del "Koala" precipitato sui monti dell'Uccellina il 12 ottobre 2001» e i nomi dei caduti (Pasquale Esposito, Marco Parmeggiani, Michelangelo d'Onofrio, Massimo Antonio Pirrotta).[9] Del monumento fanno parte due grosse ancore appartenute alla nave da guerra Canopo F 551, fregata della Marina Militare radiata nel 1982.

## Società

### Evoluzione demografica
Quella che segue è l'evoluzione demografica della frazione di Marina di Grosseto.
| Anno | Abitanti       | Abitanti |
| Anno | Centro abitato | Frazione |
| ---- | -------------- | -------- |
| 1936 | 44             | 2 063    |
| 1961 | 1 539          | 2 194    |
| 1981 | 2 792          | —        |
| 1991 | 2 352          | —        |
| 2001 | 2 052          | —        |
| 2011 | 2 115          | —        |

## Geografia antropica
La frazione è stata sede fino al 2011 della circoscrizione 6 Marina del comune di Grosseto, che comprendeva anche la vicina Principina a Mare. Si tratta di un popoloso ed esteso centro abitato, che si sviluppa tra la spiaggia e la pineta. Marina di Grosseto, data la sua estensione, è divisibile in vari rioni o quartieri, non riconosciuti ufficialmente ma affermati tra la comunità: Centro, l'antico nucleo con il forte, il porto, la chiesa e le vie centrali; Rosmarina, la zona immersa nella pineta a nord del centro con le colonie marine; e Sciangai, sviluppatosi sul lato sinistro dell'emissario San Rocco e così denominato per la presenza fino a pochi anni fa di numerose capanne di pescatori nate spontaneamente da questo lato del canale.
Intorno al centro abitato principale vertono poi le località di Canova, Casotto Venezia, Dirudino (dov'è situata l'area artigianale di Marina), Fiumara, Il Cristo, Le Marze, Pingrossino, Pingrosso, San Leopoldo.

## Infrastrutture e trasporti

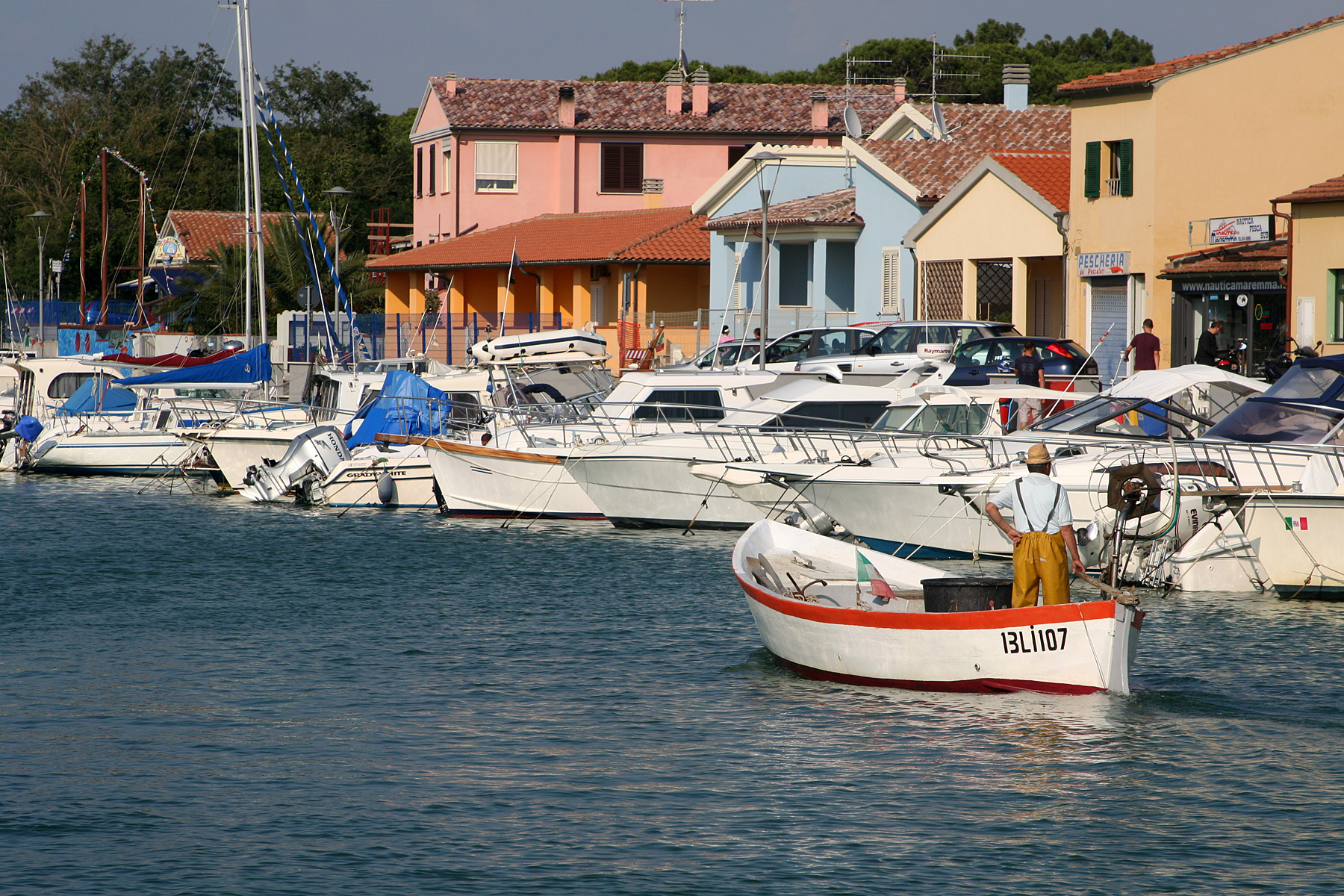
Particolare del porto turistico

### Strade
Marina di Grosseto è collegata a Grosseto e ai maggiori centri della Maremma dalla ex strada statale 322 delle Collacchie, oggi strada provinciale 158 delle Collacchie tra Follonica e Grosseto, e strada provinciale 159 Scansanese tra Grosseto e Scansano.

### Porti
La frazione è dotata di un porto, scalo turistico della città di Grosseto, il cosiddetto Porto di San Rocco.

### Piste ciclabili
Inoltre, Marina di Grosseto è collegata alla città con la pista ciclabile Grosseto-Marina di Grosseto, a Principina a Mare con la pista ciclabile Marina di Grosseto-Principina a Mare, e a Castiglione della Pescaia con la pista ciclabile Marina di Grosseto-Castiglione della Pescaia.

## Sport
Il 13 maggio 2005 la 6ª tappa del Giro d'Italia 2005 si è conclusa a Marina di Grosseto con la vittoria dell'australiano Robbie McEwen, maglia rosa Paolo Bettini.
La frazione ha ospitato i campionati mondiali di vela Formula 18 nell'estate del 2013 e i campionati mondiali di vela classe Vaurien nel 2014.